# Ипамери
Ипамери (порт. Ipameri) — муниципалитет в Бразилии, входит в штат Гояс. Составная часть мезорегиона Юг штата Гойас. Входит в экономико-статистический микрорегион Каталан. Население составляет 23 984 человека на 2006 год. Занимает площадь 4368,688 км². Плотность населения — 5,5 чел./км².
Праздник города — 12 сентября. 

## История
Город основан в 1870 году.

## Статистика
- Валовой внутренний продукт на 2003 год составляет 230 775 763,00 реалов (данные: Бразильский институт географии и статистики).
- Валовой внутренний продукт на душу населения на 2003 год составляет 9878,25 реалов (данные: Бразильский институт географии и статистики).
- Индекс развития человеческого потенциала на 2000 год составляет 0,758 (данные: Программа развития ООН).

## География
Климат местности: горный тропический. В соответствии с классификацией Кёппена, климат относится к категории cwa.